# 番经厂、汉经厂

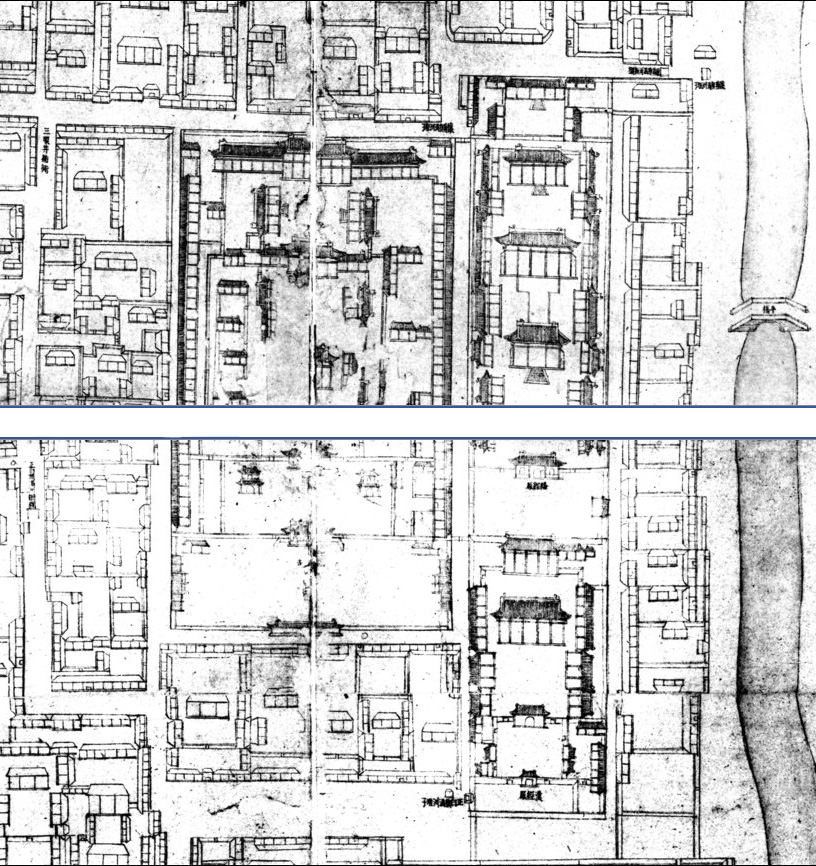
《乾隆京城全图》中的嵩祝寺、番经厂、汉经厂。图中部的大型建筑群为嵩祝寺。嵩祝寺的东边为番经厂。番经厂南侧为汉经厂。

番经厂、汉经厂是明朝明成祖在北京创建的念习并印制佛经的机构。

## 沿革
番经厂、汉经厂是明朝皇家印刻佛经的场所。明朝万历年间的内阁首辅张居正在明万历元年四月八日作《番经厂记》，全文如下：
番经来自乌思藏，即今喇嘛教，达摩目为旁支曲窦者也。成祖文皇帝贻书西天大宝法王廷致法尊尚师等，取其经缮写经传。虽贝文梵字不与华同，而其义在戒贪恶杀，宏忍广济，则所谓海潮一音，醍醐同味者也。厂在禁内东偏，与汉经并列，岁久亦渐圮矣。穆宗莊皇帝尝出帑金，命司礼监修葺。今上登大宝，复以慈圣皇太后之命，命终其事。经始隆庆壬申，至八月而告成事，垂诸久远焉。万历元年四月八日，建极殿大学士张居正撰。
明成祖在北京皇城的偏东部建立了番经厂、汉经厂，番经厂位于汉经厂以北，二厂南北并列。自明成祖之后，番经厂建筑年久失修。明穆宗命司礼监对其加以修缮，但未及完工明穆宗即驾崩，明神宗继位后，慈圣皇太后下令继续进行修缮工程直至完工。

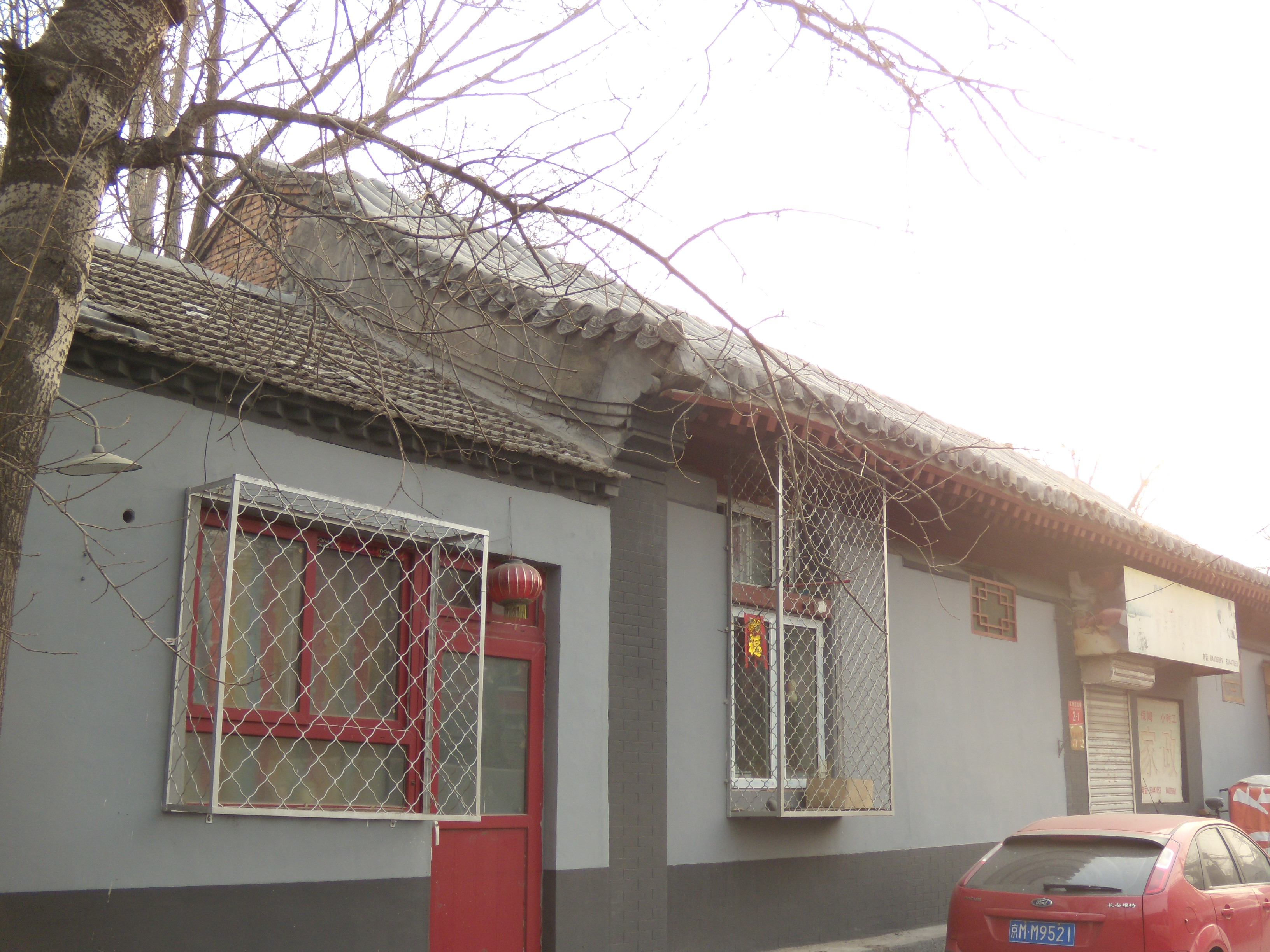
位于嵩祝院北巷东口以南的建筑，其位置是原番经厂最北侧院落的正房。此处比智珠寺、嵩祝寺、法渊寺的北侧院墙更靠北。

实际上，明穆宗至明神宗时期修缮番经厂，其背景颇为复杂。明朝永乐、宣德两朝对藏传佛教及其高僧十分优待，后来的明英宗、景泰、天顺、明宪宗成化、明孝宗弘治各朝均沿袭了永乐、宣德朝优礼藏僧的政策。明武宗正德年间，对藏传佛教及其高僧的优礼在朝野上下达到最高潮。明武宗逝世后，因无子嗣，由近支的兴献王世子朱厚熜即位，即明世宗（嘉靖）。明世宗崇信道教，在位期间，北京和藏传佛教有关的事物被废止或淘汰，留存者极少。张居正《番经厂记》中的“厂在禁内东偏……岁久亦渐圮矣”，其文颇有含义。
明朝嘉靖中期之后，蒙古俺答汗逐渐强大，曾多次向明朝表示愿意朝贡归顺，但均被明世宗的朝廷采取排蒙政策而加以拒绝，乃至嘉靖二十九年（1550年）发生“戊戌之变”，以及俺答汗以军事手段逼贡。明穆宗隆庆朝时，俺答汗与明朝关系转趋和解。隆庆四年初，朝廷分别任命方逢时、王崇古为大同巡抚和总督，方逢时、王崇古对蒙古采取友好态度，为双方和解奠定了基础。隆庆六年正月（1572年），俺答汗向明朝“请金字番经及及遣剌麻番僧传习经咒”，总督尚书王崇古将该事禀报朝廷，并称：“虏欲事佛戒杀，是即悔过好善之萌。我因明通弊，亦用夏变夷之策，宜顺夷情以维贡市”。礼部认为王崇古提出的建议正确，但因明穆宗重病，俺答汗请金字番经和喇嘛番僧的请求遂被暂时搁置。隆庆六年六月明穆宗驾崩，随后明神宗登基，张居正辅政，朝政趋稳，王崇古随即再度上奏此事：
隆庆六年十月庚申，总督王崇古奏：

顺义王俺答纳款之初，即求印信互市。之后累求经、僧，节蒙朝廷允给，即足夸示诸夷，尤可大破夷习。虏王即知得印为荣必将传示各部落珍重守盟，永修职贡；虏众既知奉佛敬僧，后将痛戒杀戮，自求福果，不敢复事凶残。是朝廷给印、赐经之典，真可感孚虏情，诸转移化导之机，尤足永保贡市。议者乃谓印器不可轻假，佛教原非正道，岂知通变制夷之宜。查祖宗朝敕建弘化阐教寺于洮河，写给金字藏经，封以法王、佛子，差法阐教等王分制四域，无非因俗立教，用夏变夷之典。今虏王乞请鞑靼字番经，以便颂习，似应查给，照天朝一统之化，其剌麻西番等僧开导虏众，易暴为良，功不在斩获下。宜各授僧录司官，仍给禅衣、僧帽、坐具等物，以忻虏众。庶诸虏感恩尊教，贡盟愈坚，边圉永宁。
礼部完全同意王崇古的建议，但唯一的问题是“惟无经典可给”，即朝廷没有番经可赐给俺答汗。
明朝招抚了占据甘肃、青海、河套地区的土默特蒙古，封俺答汗为“顺义王”。俺答汗年老之后，潜心修佛，多次请明朝朝廷赐番经。这也是循永乐朝刻印金字番经赐予三大法王的旧制。为了尽快赶印番经，内阁首辅张居正才迅即安排司礼监修葺番经厂。不到一年，朝廷便完成了番经的刊印，万历元年三月已亥，“颁送番经于虏酋顺义王。从王崇古奏也。”
上述经过在刘若愚《酌中志》中也有载，内容略有出入，其文曰：
初万历元年四月，顺义王俺答奏选得金字番经，并喇嘛僧为传颂经典。礼部通行顺天府造金字经三部，黑字经五部，选得番僧兼日早回，毋得淹滞。神庙报可。至十一月，礼部如督臣王崇古之请，给俺答佛像番经，赏去传经番僧二人禅衣、坐具并靴袜，授在（京）番僧九人官，仍给禅衣、坐具、帽靴，及各给其番官四人彩缎。

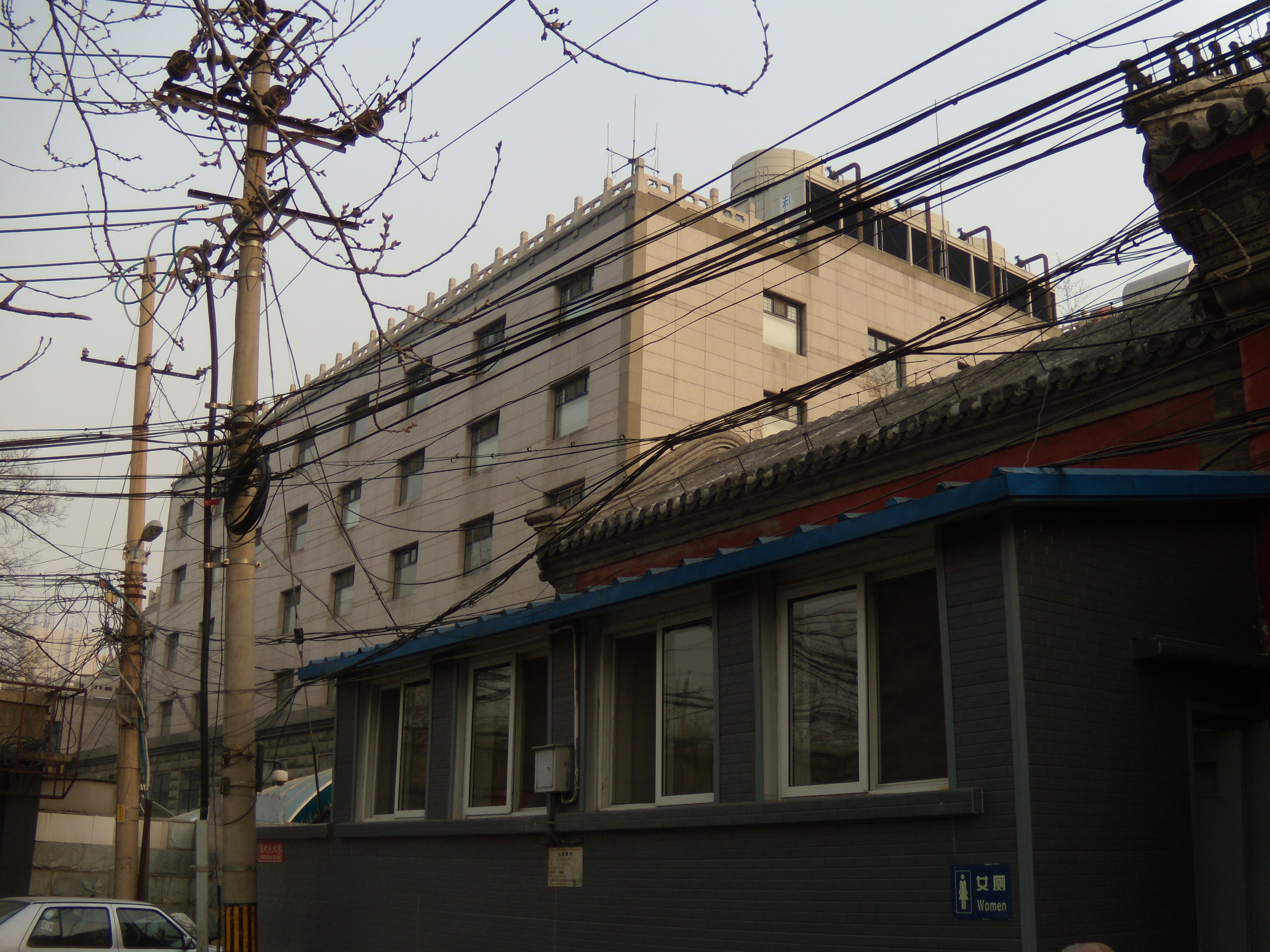
从嵩祝院北巷的拐弯处眺望如今建在法渊寺旧址上的中国进出口银行北京分行大楼。照片中右侧的古建筑即嵩祝寺。

万历四年（1576年）俺答汗请三世达赖索南嘉措赴青海传教，兴修仰华寺，蒙藏关系及甘肃、青海历史进入新阶段。
明朝灭亡后，番经厂、汉经厂逐渐衰落。雍正十二年（1734年），法渊寺创建于番经厂的原址上。《乾隆京城全图》上仍可见番经厂、汉经厂位于嵩祝寺东侧。

## 职能

### 刊印佛经
据刘若愚《酌中志》记载，番经厂、汉经厂、道经厂隶属于司礼监，由内官掌管。在明朝内府十二监中，司礼监最为重要，其掌印太监为皇帝最为宠信的大太监，负责“秉笔掌东厂。掌印秩尊，视元辅；掌东厂权重，视总宪兼次辅。”司礼监的职司之一，便是掌管“经厂”：“经厂掌司四员或六员，在经厂居住，只管一应经书印版及印成书籍，佛藏、道藏、番藏、皆佐理之。”
番经厂以念习西方梵呗经为主，并专门印制藏传佛教喇嘛所用蒙古文、藏文、梵文经卷，收藏有明版藏文《大藏经》。每逢皇帝生日、元旦等节庆，番经厂内官在紫禁城英华殿作佛事。
汉经厂以念习释迦牟尼诸经为主，并专门印制汉传佛教和尚所用汉文经卷。明朝官版《永乐北藏》（又称《北藏》）于永乐十七年（1419年）始刻，正统五年（1440年）完成。《永乐北藏》的经版由司礼监负责掌管，收藏于汉经厂。

### 宫廷法事
番经厂、汉经厂自永乐年间创建起，虽曾承印佛经，但刊印佛并非经常性的事务，特别到明朝中后期，其职司和刊印佛经关系较少，而更多则是为朝廷举办佛教法事。
明朝宫中凡做佛道法事，统称“做好事”。番经厂、汉经厂、道经厂均设有固定人员，平日各自念颂经咒、熟习仪轨，衣着穿戴也分别按照各自宗教活动的要求，即番经厂内官扮为喇嘛，汉经厂内官扮为和尚，道经厂内官扮为道士。这些人员的来源是，每次招宫人入宫，总特拨给三经厂一批人，每厂各拨10个人左右。“做好事”有固定日期，也有时遇特殊情况临时安排。固定日期为：每年元旦（正月初一）、万寿圣节（皇帝诞辰）、逢癸亥之日等等。每次“做好事”的时长不一，分为一永日（一昼夜）、三昼夜、七昼夜等等。
每逢“做好事”，番经厂、汉经厂内悬幡，番经厂宫门外特设一监斋神，该神制如傀儡，身披真的盔甲和器械，和真人大小相当，黑面竖发，如同门神，“威灵可怖”。随后，番经厂的内监均戴番僧帽，穿红袍，系黄领子、黄腰带，如同喇嘛番僧，做藏传佛教法事一昼夜或三昼夜。
万历年间，每逢八月中旬明神宗的万寿圣节，番经厂内官除了在紫禁城英华殿“做好事”，还要赴更为宽敞的隆德殿内“跳步吒”，其主要程式是：“有执经诵念梵呗者十余人；有一人装扮如韦驮模样，合掌执杵，面北而立；有御马监等衙门的内官十多人手牵活牛黑狗围绕在四周；有学番经、跳步吒的内官几十人，每个人头戴方顶笠帽，身穿五色大袖袍，身披缨珞；一人在前，吹大法螺；一人在后，手执大锣；其余则左手持有柄圆鼓，右手拿着弯槌，一齐击打之，时急时缓，各有节奏。同时，按五色方位，视五方五色伞盖下诵经者进退为舞，大约要跳三四个时辰才结束。”
宫中每举办法事，均视法事活动的规模大小，由皇帝特批赏钱，三经厂的参加法事者可领到数额不等的赏钱。此外，法事涉及的内府衙门很多，比如司礼监、御用监、内官监、针工局、兵仗局、惜薪司、司设监、尚膳御衙署。

### 内官、宫女养老
明朝宫廷内因番汉经厂常办佛事活动，众多宫女及内官崇信佛教。《明史·宦官传》载：“中官最好因果，好佛者众”。修习佛法，过和出家人一样的清修生活，是许多步入老年的宫女及内官太监的愿望，故番汉经厂常为崇信佛法的内官及宫女的养老之所。比如，明武宗时，“西宫大答应宫人，有愿祝发为尼者，上作剃度师，亲为说法，置番经厂中”。

### 掌管宫内香火烛案
明朝除个别时期之外，宫中自皇帝、后妃至宫女、太监大多崇信藏传佛教，宫内许多大殿均辟专门房间供奉藏传佛教佛像（西番佛像）。以上佛龛造像需专人每日设香火烛案并颂习西方梵经咒。因为在宫中，由真正的喇嘛番僧进行管理存在诸多不便，所以由番经厂的内官负责该任务。《酌中志》载，明朝供奉西番佛像的大殿主要是英华殿、隆德殿、钦安殿等等。